# Francisco Henríquez de Zubiría
Francis Henríquez de Zubiría (* 10. Dezember 1869 in Paris; † 2. September 1933 ebenda) war ein kolumbianischer Rugbyspieler und Tauzieher, der für Frankreich antrat.
Er spielte bei Racing Club de France aus Paris.
Mit fünf Teamkollegen des Vereins trat er außerdem im Jahr 1900 bei den Olympischen Spielen im Tauziehen an. Dort unterlagen sie dem schwedisch-norwegischen Team, gewannen aber trotzdem eine Silbermedaille, da es nur diese beiden Mannschaften gab.
Aufgrund einer Verwechslung mit dem französisch-haitianischen Rugbyspieler und Olympiateilnehmer Constantin Henriquez wurde Henríquez de Zubiría zunächst für den ersten dunkelhäutigen Olympiateilnehmer gehalten. Jedoch wurde auf dem Mannschaftsfoto der Tauziehmannschaft keine dunkelhäutige Person gesehen und die Verwechslung wurde aufgedeckt.
Neben seiner Hauptsportart Rugby war er u. a. im Boxen, Fechten, Radsport und Schießen aktiv.
Henríquez de Zubiría wurde in Frankreich geboren, war allerdings bis zu seiner Einbürgerung im Jahr 1917 kolumbianischer Staatsbürger. Er studierte Medizin und arbeitete in der kolumbianischen Botschaft und als Kriegsarzt im Ersten Weltkrieg. Im Jahr 1898 heiratete er die Millionärstochter Maria del Carmen Florentina González.